# 长翼蝠科
长翼蝠科（学名：Miniopteridae）是哺乳纲翼手目的一个單型科，仅含長翼蝠屬（Miniopterus）一属。本科原被视为蝙蝠科的一个亚科－长翼蝠亚科（Miniopterinae），但是从形态学、胚胎学和分子生物学等方面皆证明长翼蝠亚科应提升为科。